# Среднє Лакниці
Среднє Лакниці (словен. Srednje Laknice) — поселення в общині Мокроног-Требелно, регіон Південно-Східна Словенія, Словенія.